# Filip Neriusz Golański
Filip Neriusz (Nereusz) Golański (ur. 30 sierpnia 1753 w Krakowie, zm. 26 stycznia 1824 w Wilnie) – polski teoretyk literatury, krytyk literacki, publicysta, tłumacz, pedagog, kaznodzieja, pijar.

## Życiorys
Pochodził z drobnej rodziny drobnoszlacheckiej spod Krakowa. Kształcił się w polskich szkołach pijarskich, aby w 1771 złożyć śluby zakonne. Doktor teologii i filozofii, nauczyciel w szkołach pijarskich na prowincji i w Warszawie, od 1787 wiceprofesor, a od 1793 profesor w Szkole Głównej Wielkiego Księstwa Litewskiego w Wilnie. Poparł   powstanie kościuszkowskie. W 1794 redaktor Gazety Narodowej Wileńskiej.aprobującej powstanie kościuszkowskie, ale zdystansowanej wobec metod terroru. Podczas 20-letniej pracy w Wilnie także wykładowca w Głównym Seminarium Duchownym. Wizytator szkół w guberni białostockiej i grodzieńskiej. Członek TPN. Wyróżniony medalem Merentibus.
Autor erudycyjnego traktatu O wymowie i poezji, jednego z ważniejszych, cenionych podręczników poetyki klasycystycznej. W pismach pedagogicznych i religijnych moralista, swój system wartości budował na etyce chrześcijańskiej; swobodnie sięgał do egzemplifikacji z antyku i kultur egzotycznych. Tłumacz utworów Plutarcha.
Odznaczony przez Stanisława Augusta Poniatowskiego Medalem Merentibus za dzieło o wymowie.

## Ważniejsze dzieła

### Pisma filozoficzno-literackie
- O wymowie i poezji[5][6]. Wilno 1808.
- Literatka chińska dla literatek i literatów w Europie... (1810)
- Filozof i antyfilozof. Rozmowy w zarzutach i odpowiedziach dla dochodzenia i uznania prawdy (1811)

### Homiletyka
- Kazanie na dzień św. Kazimierza w katedrze wileńskiej miane (1790)
- Materiał kaznodziejski... służyć mogący do kazań (1813)